# Бурера (озеро, Руанда)
Бурера (також Булера) — озеро, що розташоване на північному заході Руанди. Озеро знаходиться на кордоні з Угандою — південні схили гори Мухавура. Західніше від Бурери знаходяться озера Мусанзе і Ругондо. З озером Ругондо відділене 1-кілометровою смугою землі. Озеро оточене високими пагорбами, в яких знаходяться водоспади.
Місцеві жителі переважно займаються ловом риби.